# Бруус, Кармен
Кармен Бруус (эст. Karmen Bruus; род. 24 января 2005, Тарту) — эстонская прыгунья в высоту, чемпионка мира в возрастной категории до 20 лет (2022). Двукратная чемпионка Эстонии (2022).

## Биография
Кармен Бруус родилась 24 января 2005 года в деревне Мурасте в семье Аллана Брууса и Лийвики Суйсте.
Свой первый международный опыт Кармен получила в 2021 году, когда вылетела в отборочном раунде чемпионата Европы среди юниоров до 20 лет в Таллине после прыжка на 1,74 метра.
На чемпионате мира 2022 года в Юджине она заняла седьмое место в финале с результатом 1,96 м, повторив национальный рекорд Эстонии.

## Личные рекорды
- 2019 — 1.73
- 2020 — 1.74
- 2021 — 1.80
- 2022 — 1.96

## Награды
- Лучшая молодая спортсменка Эстонии[эст.] (1): 2022[3]